# Sjællandske Livregiment
Sjællandske Livregiment (dobesedno slovensko Zealandski telesni polk) je bil pehotni polk Kraljeve danske kopenske vojske.

## Zgodovina
Polk je bil ustanovljen leta 1614. Leta 2001 je polk prenehal obstajati, ko se je s Danske Livregiment združil v novoustanovljeni Gardehusarregimentet.